# Campeonato Europeo de Tiro en 10 m de 2024
El LIV Campeonato Europeo de Tiro en 10 m se celebró en Győr (Hungría) entre el 26 de febrero y el 2 de marzo de 2024 bajo la organización de la Confederación Europea de Tiro (ESC) y la Federación Húngara de Tiro Deportivo.
Las competiciones se realizaron en el Pabellón Deportivo Magvassy Mihály de la ciudad húngara. 

## Resultados

### Masculino
| Evento                 | Oro                                   | Plata                               | Bronce                                 |
| ---------------------- | ------------------------------------- | ----------------------------------- | -------------------------------------- |
| Rifle 10 m (01.03)     | Patrik Jány · Eslovaquia · 251,2 pts. | István Péni · Hungría · 249,7 pts.  | Martin Strempfl · Austria · 227,7 pts. |
| Rifle 10 m (equipos)   | Ucrania                               | Croacia                             | Hungría                                |
| Pistola 10 m (29.02)   | Paolo Monna · Italia · 239,9          | Juraj Tužinský · Eslovaquia · 239,8 | Robin Walter · Alemania · 216,3        |
| Pistola 10 m (equipos) | Turquía                               | Ucrania                             | Hungría                                |

### Femenino
| Evento                 | Oro                                 | Plata                                       | Bronce                              |
| ---------------------- | ----------------------------------- | ------------------------------------------- | ----------------------------------- |
| Rifle 10 m (01.03)     | Anna Janßen · Alemania · 253,1 pts. | Julia Ewa Piotrowska · Polonia · 251,3 pts. | Audrey Gogniat · Suiza · 230,3 pts. |
| Rifle 10 m (equipos)   | Alemania                            | Polonia                                     | Hungría                             |
| Pistola 10 m (29.02)   | Anna Dulce Moldavia 239,3           | Şimal Yılmaz Turquía 237,4                  | Zorana Arunović Serbia 216,1        |
| Pistola 10 m (equipos) | Hungría                             | Ucrania                                     | Bulgaria                            |

### Mixto
| Evento               | Oro                                         | Plata                                          | Bronce                                        |
| -------------------- | ------------------------------------------- | ---------------------------------------------- | --------------------------------------------- |
| Rifle 10 m (29.02)   | Alemania · Anna Janßen · Maximilian Ulbrich | Francia Océanne Muller Lucas Kryzs             | Suecia · Isabelle Johansson · Marcus Madsen   |
| Pistola 10 m (01.03) | Ucrania · Olena Kostevych · Oleh Omelchuk   | Austria · Sylvia Steiner · Richard Zechmeister | Alemania · Doreen Vennekamp · Michael Schwald |

## Medallero
| Núm. | País       | Oro | Plata | Bronce | Total |
| ---- | ---------- | --- | ----- | ------ | ----- |
| 1    | Alemania   | 3   | 0     | 2      | 5     |
| 2    | Ucrania    | 2   | 2     | 0      | 4     |
| 3    | Hungría    | 1   | 1     | 3      | 5     |
| 4    | Eslovaquia | 1   | 1     | 0      | 2     |
| 4    | Turquía    | 1   | 1     | 0      | 2     |
| 6    | Italia     | 1   | 0     | 0      | 1     |
| 6    | Moldavia   | 1   | 0     | 0      | 1     |
| 8    | Polonia    | 0   | 2     | 0      | 2     |
| 9    | Austria    | 0   | 1     | 1      | 2     |
| 10   | Croacia    | 0   | 1     | 0      | 1     |
| 10   | Francia    | 0   | 1     | 0      | 1     |
| 12   | Bulgaria   | 0   | 0     | 1      | 1     |
| 12   | Serbia     | 0   | 0     | 1      | 1     |
| 12   | Suecia     | 0   | 0     | 1      | 1     |
| 12   | Suiza      | 0   | 0     | 1      | 1     |
|      | TOTAL      | 10  | 10    | 10     | 30    |